# Moechotypa diphysis
Moechotypa diphysis es una especie de escarabajo longicornio del género Moechotypa, tribu Ceroplesini, subfamilia Lamiinae. Fue descrita científicamente por Pascoe en 1871.

## Descripción
Mide 11,7-24 milímetros de longitud.

## Distribución
Se distribuye por China, Japón, Mongolia, Corea y Rusia.